# Municipio de Coventry
El municipio de Coventry (en inglés: Coventry Township) es un municipio ubicado en el condado de Summit en el estado estadounidense de Ohio. En el año 2010 tenía una población de 10945 habitantes y una densidad poblacional de 458,44 personas por km².

## Geografía
El municipio de Coventry se encuentra ubicado en las coordenadas 41°0′33″N 81°32′22″O / 41.00917, -81.53944. Según la Oficina del Censo de los Estados Unidos, el municipio tiene una superficie total de 23.87 km², de la cual 21.3 km² corresponden a tierra firme y (10.78%) 2.57 km² es agua.

## Demografía
Según el censo de 2010, había 10945 personas residiendo en el municipio de Coventry. La densidad de población era de 458,44 hab./km². De los 10945 habitantes, el municipio de Coventry estaba compuesto por el 96.1% blancos, el 1.31% eran afroamericanos, el 0.28% eran amerindios, el 0.69% eran asiáticos, el 0.04% eran isleños del Pacífico, el 0.16% eran de otras razas y el 1.43% pertenecían a dos o más razas. Del total de la población el 0.83% eran hispanos o latinos de cualquier raza.